# Росхауптен
Росхауптен (њем. Roßhaupten) општина је у њемачкој савезној држави Баварска. Једно је од 45 општинских средишта округа Осталгој. Према процјени из 2010. у општини је живјело 2.156 становника. Посједује регионалну шифру (AGS) 9777166.

## Географски и демографски подаци
Росхауптен се налази у савезној држави Баварска у округу Осталгој. Општина се налази на надморској висини од 816 метара. Површина општине износи 39,1 km². У самом мјесту је, према процјени из 2010. године, живјело 2.156 становника. Просјечна густина становништва износи 55 становника/km².